# Rimont
Rimont település Franciaországban, Ariège megyében. Lakosainak száma 542 fő (2022. január 1.). Rimont Castelnau-Durban, Clermont, Esplas-de-Sérou, Lescure, Montseron és Rivèrenert községekkel határos.

## Népesség
A település népessége az elmúlt években az alábbi módon változott:
| Lakosok száma | 554  | 504  | 513  | 502  | 550  | 531  | 530  | 529  | 532  | 542  |
|               | 1968 | 1982 | 1990 | 2006 | 2013 | 2015 | 2017 | 2019 | 2020 | 2022 |